# ام‌اس ایندیپندنس آو د سیز
ام‌اس ایندیپندنس آو د سیز (به انگلیسی: MS Independence of the Seas) به معنی استقلال دریاها یک کشتی از نوع کشتی گردشی است که تحت مالکیت شرکت رویال کارائیب اینترنشنال قرار دارد و از آوریل ۲۰۰۸ تاکنون مورد استفاده قرار می‌گیرد. این کشتی یکی از بزرگترین کشتی‌های مسافرتی در جهان است و توانایی جابجایی ۴٬۳۷۰ مسافر و ۱٬۳۶۰ خدمه را دارا می‌باشد. این کشتی در تورکو، فنلاند ساخته شده است.

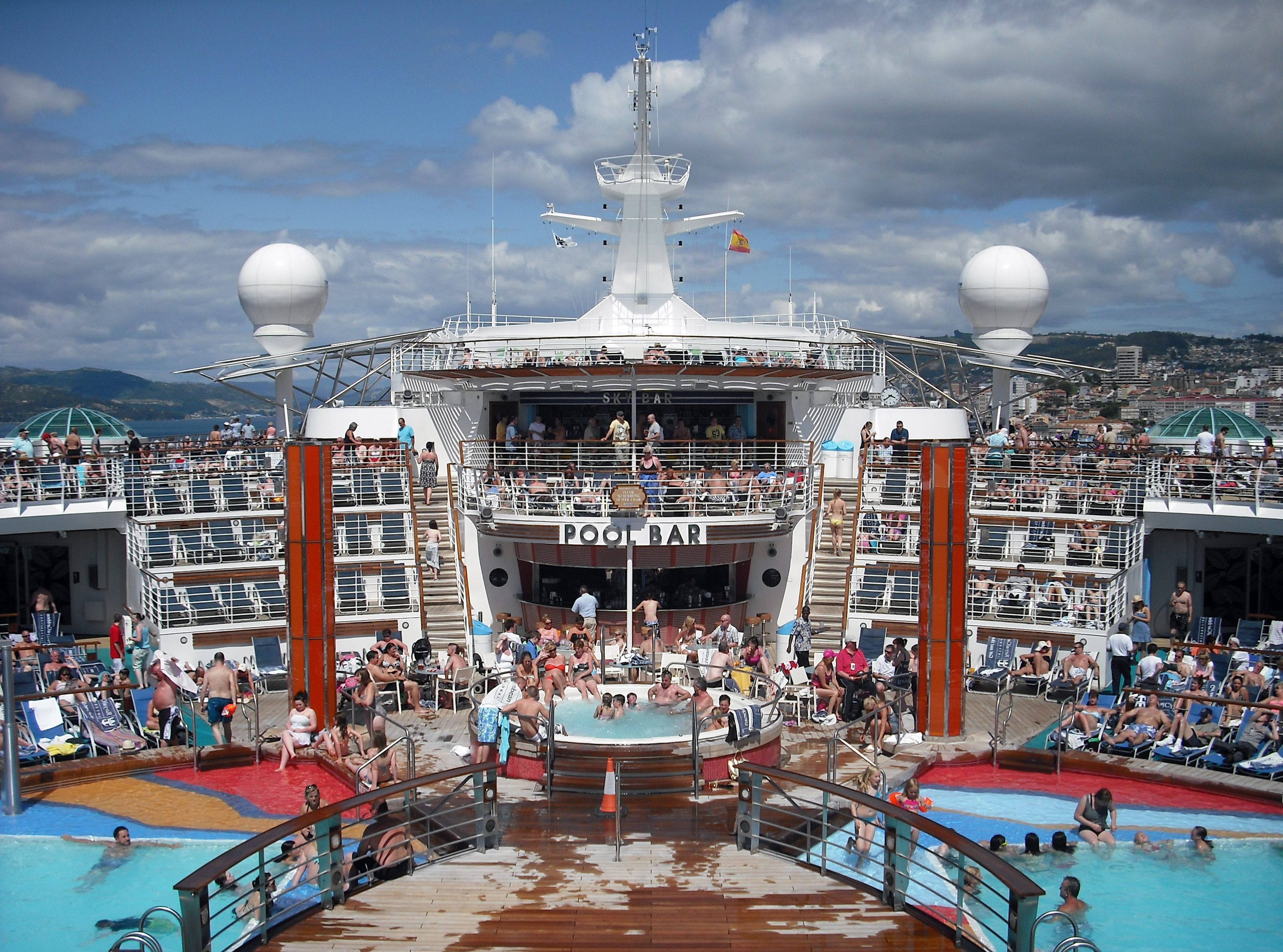
منطقه استخر